# Cop d'estat a l'Iran de 1953
|  | No s'ha de confondre amb Crisi iraniana de 1946. |

La crisi de l'Iran de 1953, va ser un cop d'estat auspiciat pels Estats Units a través de la CIA i el Regne Unit (a través del MI6) per treure del poder al primer ministre de l'Iran, Mohammad Mossadeq, que havia guanyat les eleccions democràticament. Se'n va dir Operació Ajax.

## Causes
El 1951, Mossaddeq era el president del comitè del petroli iranià i tenia un gran suport popular. El Xa de l'Iran era aleshores Mohammad Reza Pahlavi. El parlament de l'Iran votà una llei per nacionalitzar la companyia Anglo-Iranian Oil Company companyia que anys després passaria a ser la British Petroleum (BP).
Mossaddeq era primer ministre del país des d'abril de 1951.
El Regne Unit va ser el primer instigador del cop d'Estat i va convèncer la CIA perquè també s'hi impliqués. El cop d'estat va ser planificat per Monty Woodhouse. i dirigit pel general Fazlollah Zahedi, que més tard s'exilià.

## Fets posteriors
Mossaddeq va ser reemplaçat per Fazlollah Zahedi, i es va instal·lar una dictadura militar a l'Iran., el Xa va ser forçat després a restituir Mossadeq com a primer ministre. L'opinió pública de l'Iran va estar en contra del Xa i dues dècades després, el 1979, aquest malestar conduiria a l'exili al Xa i a la Revolució islàmica de l'Ayatollah Khomeini.